# Łężany (Reszel)
Łężany (deutsch Loszainen, 1936 bis 1945 Loßainen) ist ein Dorf in Polen in der Woiwodschaft Ermland-Masuren. Łężany gehört zum Powiat Kętrzyński (Kreis Rastenburg) in der Gmina Reszel (Stadt- und Landgemeinde Rößel).

## Geographische Lage
Łężany liegt im Norden Polens, etwa 40 Kilometer südlich der polnischen Staatsgrenze zur russischen Oblast Kaliningrad. Nördlich des Dorfes liegt der Legiener See (polnisch Jezioro Legińskie). Bis zur früheren Kreisstadt Rößel (polnisch Reszel) sind es neun  Kilometer in nördlicher Richtung, die heutige Kreismetropole Kętrzyn (deutsch Rastenburg) liegt 19 Kilometer in nordöstlicher Richtung.

## Geschichte

### Ortsname
Der Ortsname erlebte im Laufe der Geschichte mehrfache Veränderungen. So hieß der Ort um 1391 Neu Lusegein, danach Neu Loßainen, nach 1820 Loszeinen, nach 1871 Lossainen und bis 1936 Loszainen. Am 12. Februar 1936 wurde als gültige Schriftform Loßainen festgelegt.

### Ortsgeschichte
Im Jahr 1391 verlieh der Bischof Ermlands Heinrich III. Sorbom die Handfeste nach der Agrarverfassung des Deutschordensstaates für das Gut Neu Lusegein. Wahrscheinlich gehörte das Dorf zum Grundbesitz Legienen (Leginy).
Ein Gustav Fischer kaufte 1885 das mit dem Vorwerk Plönhöfen (polnisch Plenowo) 628 Hektar umfassende Gut, sein Sohn Reinhold von Fischer-Loßainen ließ hier um 1910 ein neobarockes Schlösschen errichten.
Aufgrund der Bestimmungen des Versailler Vertrags stimmte die Bevölkerung in den Volksabstimmungen in Ost- und Westpreussen am 11. Juli 1920 über die weitere staatliche Zugehörigkeit zu Ostpreußen (und damit zu Deutschland) oder den Anschluss an Polen ab. In Loszainen stimmten 140 Einwohner für den Verbleib bei Ostpreußen, auf Polen entfielen keine Stimmen.
Im Zweiten Weltkrieg nahm die Rote Armee im Januar 1945 die Gegend ein und unterstellte sie im März 1945 als „Okręg mazurski“ der Verwaltung der Volksrepublik Polen. Sie benannte Loßainen in Łężany um. Das Schloss hatte den Krieg weitgehend unbeschadet überstanden. Das Gut wurde von der Landwirtschaftshochschule Olsztyn (Wyższa Szkoła Rolnicza), heute Teil der Universität Ermland-Masuren für Versuchszwecke genutzt. Vor allem durch den Einsatz von Prof. Dr. Dominik Wanic wurden Renovierungsarbeiten am Schloss durchgeführt. Schon vor ihrem Abschluss nutzte es ab den 1960er Jahren die Universität als Lehrgebäude und Studentenwohnheim.
1973, nach der Auflösung der Gromadas, wurde das Dorf Teil des Schulzenamtes Wola in der Gemeinde Reszel.

### Einwohnerzahlen
| Jahr | Anzahl |
| ---- | ------ |
| 1820 | 775    |
| 1885 | 132    |
| 1905 | 126    |
| 1910 | 169    |
| 1933 | 360    |
| 1939 | 358    |
| 2011 | 323    |

## Kirche
Bis 1945 war Loszainen (Loßainen) in die evangelische Kirche Warpuhnen in der Kirchenprovinz Ostpreußen der Kirche der Altpreußischen Union sowie in die katholische Kirche Legienen im damaligen Bistum Ermland eingepfarrt. Der kirchliche Bezug ist nach 1945 geblieben: Łężany gehört zur evangelischen Kirche in Warpuny, die jetzt von der Pfarrei Sorkwity in der Diözese Masuren der Evangelisch-Augsburgischen Kirche in Polen betreut wird, und außerdem zur katholischen Pfarrei Leginy im jetzigen Erzbistum Ermland innerhalb der polnischen katholischen Kirche.

## Sehenswürdigkeiten

### Schloss

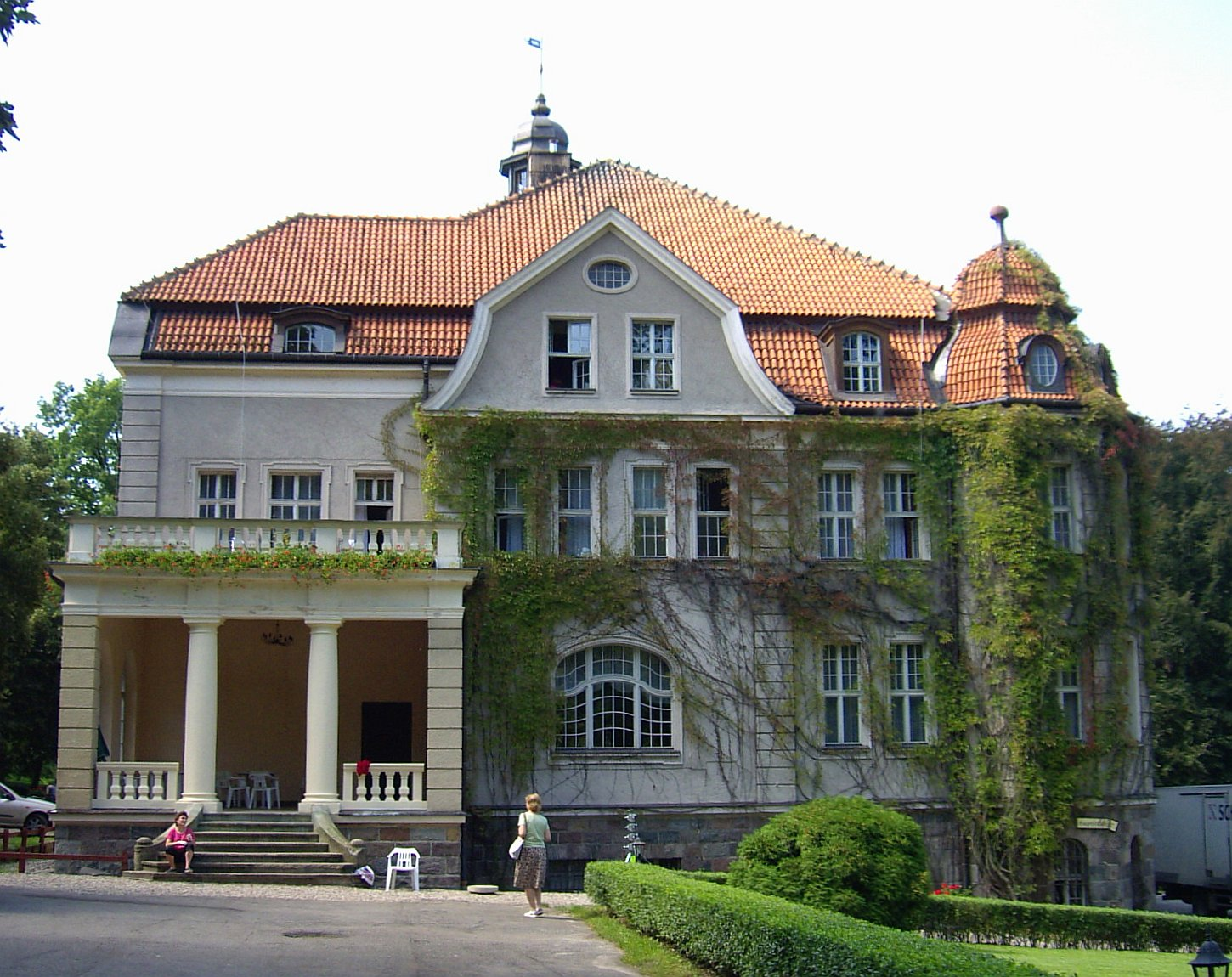
Schloss in Łężany

Zu den Sehenswürdigkeiten des Dorfes gehört das 1910 errichtete Schloss. Das Schloss besitzt einen Eckrisalit eine Veranda und ein polygonales Türmchen mit einem Westturm mit Walmdach. Die Spitze des Turmes bildet eine Laterne. Trotz Plünderungen ist die Inneneinrichtung teilweise erhalten. Zu den sehenswerten Details der Innenausstattung gehören die Stuckdecken in den Repräsentationsräumen, Eichenwandtäfelungen, die originalen Kacheln in der Küche und das unveränderte Badezimmer im Obergeschoss. Im Weinkeller des Hauses wurden Wandmalereien entdeckt, welche Embleme der Meeresflotte darstellen. Das Haus ist Eigentum der Universität Ermland-Masuren. 1992 pachtete der polnische Politiker Tadeusz Matyjek das Haus und begann umfangreiche Renovierungsarbeiten. 2001 wollte die Universität das Pachtverhältnis beenden, Matyjek weigerte sich und wollte eine Rückgabe nur nach einem finanziellen Ausgleich für seine Investitionen vornehmen. Ein Gerichtsurteil im Jahr 2003 zwang ihn zur Herausgabe des Hauses.

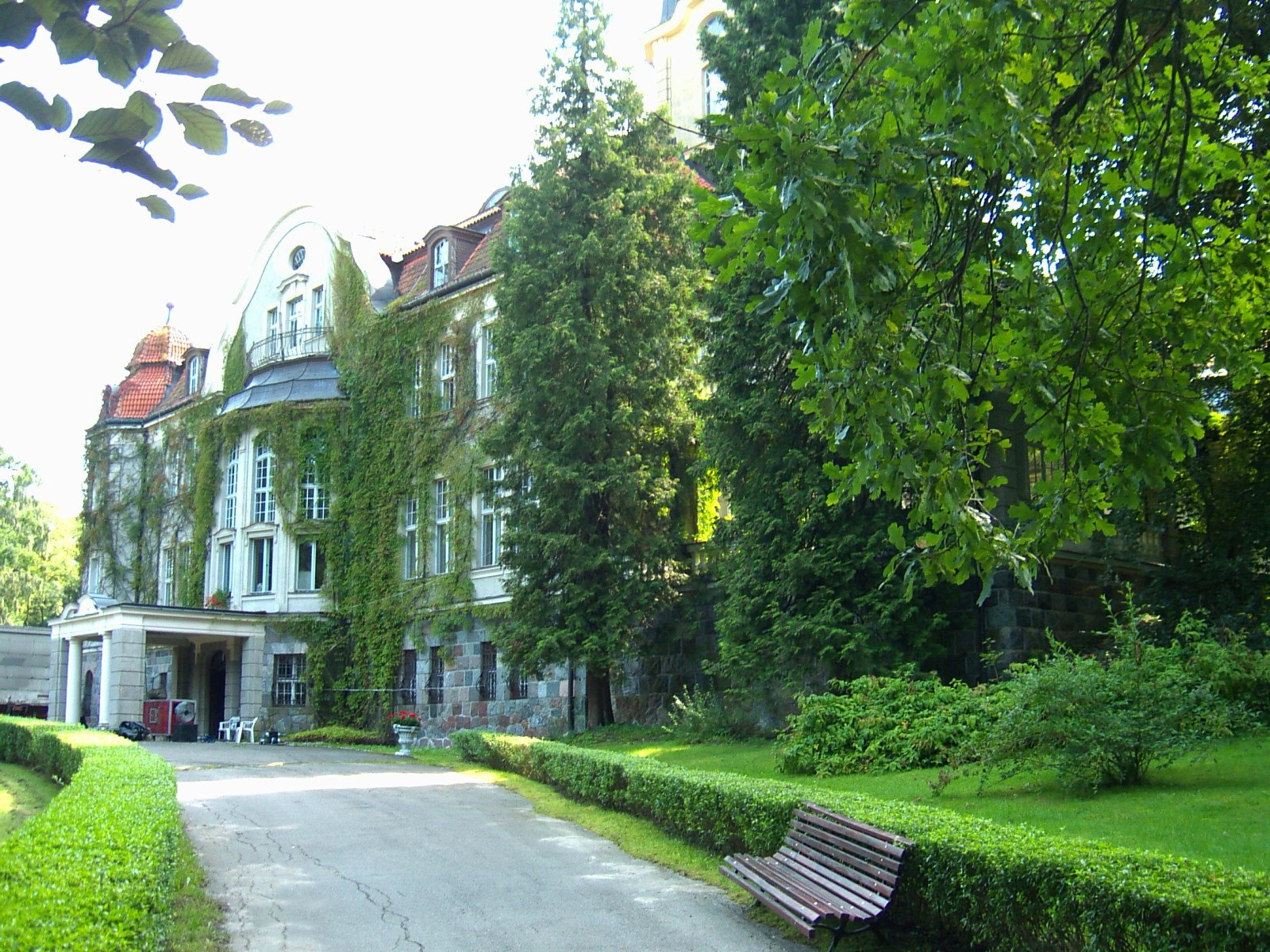
Nordfassade des Schlosses

### Schlosspark
Das Schloss befindet sich in einem Park, der im Norden von einem Wald abgeschlossen wird.
Im Nordosten des Parks befindet sich eine Kapelle, welche ursprünglich das Mausoleum der Familie Fischer darstellte.

## Infrastruktur

### Verkehr
Durch Łężany führt die Wojewodschaftsstraße 590, hier im Streckenabschnitt der früheren deutschen Reichsstraße 141. Über die DW 590 ist in südlicher Richtung nach 17 Kilometern die Stadt Biskupiec (deutsch Bischofsburg) und in nördlicher Richtung nach etwa neun Kilometern die Stadt Reszel (Rößel) zu erreichen. In Łężany endet außerdem eine Nebenstraße aus westlicher Richtung von Samławki (Samlack) kommend, die eine Verbindung zur Woiwodschaftsstraße 596 herstellt.
Eine Anbindung an den Schienenverkehr existiert nicht.
Der geographisch nächste internationale Flughafen ist der Flughafen Kaliningrad, der sich etwa 110 Kilometer nordwestlich auf russischem Hoheitsgebiet außerhalb der Grenzen der Europäischen Union befindet. Der nächste internationale Flughafen auf polnischem Staatsgebiet ist der etwa 180 Kilometer westlich gelegene Lech-Wałęsa-Flughafen Danzig.

## Bildung
In Łężany gibt es eine Außenstelle der Universität Ermland-Masuren.

## Persönlichkeiten

### Aus dem Ort gebürtig
- Erich Kürschner (* 7. November 1889 in Loszainen), evangelischer Pfarrer und Widerstandskämpfer gegen den Nationalsozialismus

### Mit dem Ort verbunden
- Fabian von Lossainen (1470–1523), Fürstbischof Ermlands
- Reinhold von Fischer-Loßainen (1870–1940), Konteradmiral der Kaiserlichen deutschen Marine und Diplomat, ließ das Schloss errichten. Er verstarb am 12. September 1940 auf Gut Loßainen.